# Zawodniczka Miesiąca Polskiej Ligi Koszykówki Kobiet

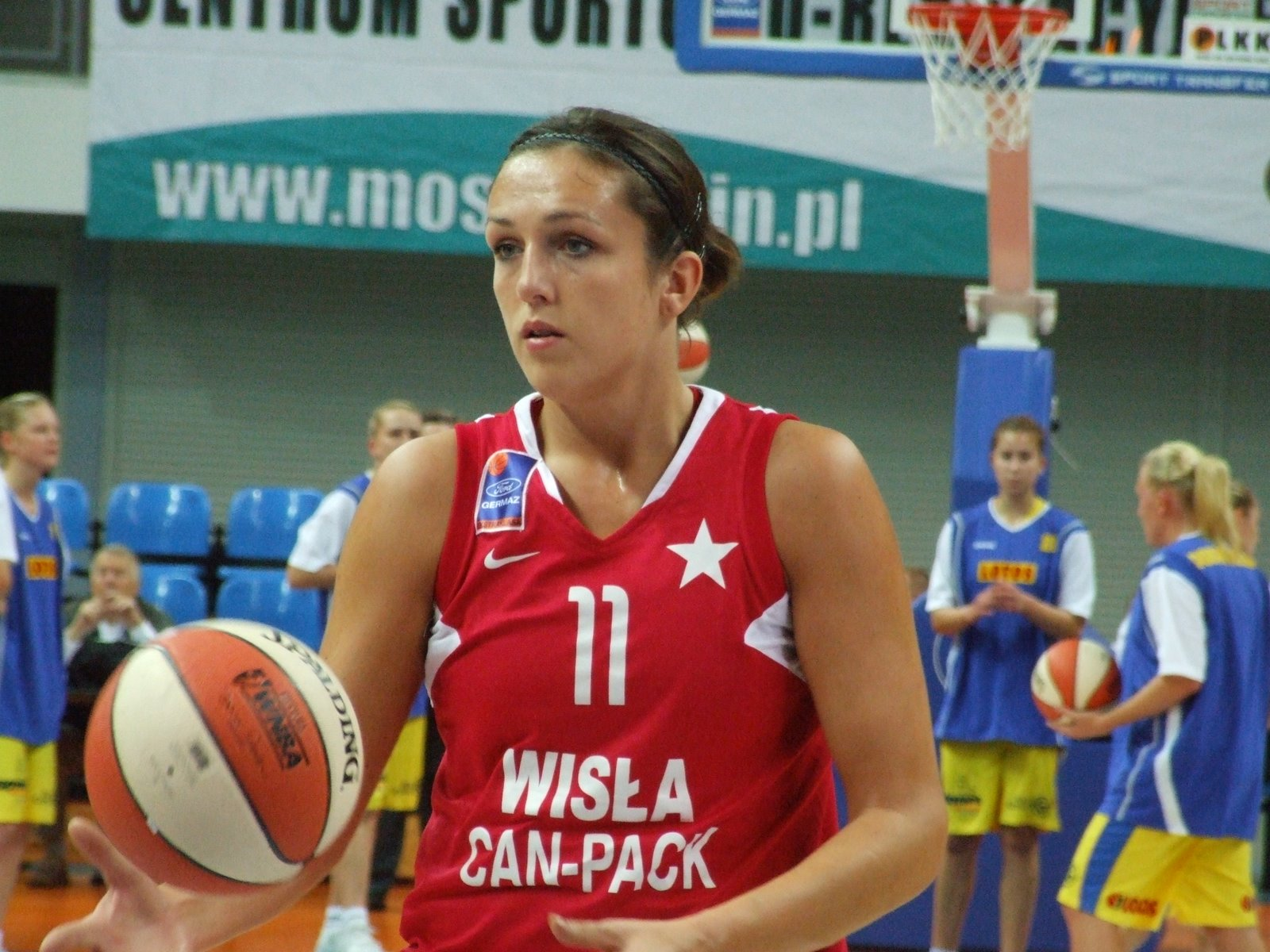
Ewelina Kobryn – wyróżniona w październiku 2016

Zawodniczka Miesiąca Polskiej Ligi Koszykówki Kobiet – cykliczna, przyznawana co miesiąc, nagroda dla najlepszej zawodniczki Polskiej Ligi Koszykówki Kobiet w poszczególnych miesiącach sezonu zasadniczego.

## Zestawienie nagrodzonych
pogrubienie – oznacza rekord w danej kategorii statystycznej pośród wszystkich nagrodzonych

| Miesiąc i rok    | Sezon   | Zawodnik          | Kraj                                          | Klub                                        | Pkt. | Zb./As./Bl.     | Eval | Źródło |
| ---------------- | ------- | ----------------- | --------------------------------------------- | ------------------------------------------- | ---- | --------------- | ---- | ------ |
| Październik 2016 | 2016/17 | Ewelina Kobryn    | Polska                                        | Wisła Can-Pack Kraków                       | 17,8 | 9,5 / 2,8 / 2,3 | 25,7 | [ 1 ]  |
| Listopad 2016    | 2016/17 | Courtney Hurt     | Stany Zjednoczone                             | InvestInTheWest AZS AJP Gorzów Wielkopolski | 21,3 | 12,3            | 27,6 | [ 2 ]  |
| Grudzień 2016    | 2016/17 | Sharnee Zoll      | Stany Zjednoczone                             | Ślęza Wrocław                               | 13,8 | 4,3 / 10,8      | 25,5 | [ 3 ]  |
| Styczeń 2017     | 2016/17 | Darxia Morris     | Stany Zjednoczone                             | Energa Toruń                                | 21,7 | 3,7             | 22,3 | [ 4 ]  |
| Luty 2017        | 2016/17 | Maurita Reid      | Stany Zjednoczone · Jamajka                   | Artego Bydgoszcz                            | 13   | 6,8 / 5,5       | 17   | [ 5 ]  |
| Październik 2017 | 2017/18 | Dragana Stanković | Serbia                                        | Artego Bydgoszcz                            | 13   | 7,1 / 1,6 / 3,6 | 20,6 | [ 6 ]  |
| Listopad 2017    | 2017/18 | Leonor Rodríguez  | Hiszpania                                     | Wisła Can-Pack Kraków                       | 20   | 5 / 3,3         | 19   | [ 7 ]  |
| Grudzień 2017    | 2017/18 | Uju Ugoka         | Nigeria                                       | Pszczółka Polski-Cukier AZS-UMCS Lublin     | 17   | 10 / 2          | 22,3 | [ 8 ]  |
| Styczeń 2018     | 2017/18 | Paulina Misiek    | Polska                                        | InvestInTheWest AZS AJP Gorzów Wielkopolski | 22,6 | 5               | 19,6 | [ 9 ]  |
| Luty 2018        | 2017/18 | Tèmitọpẹ Fagbenle | Nigeria · Wielka Brytania · Stany Zjednoczone | CCC Polkowice                               | 17,8 | 7,3/2,5         | 19,3 | [ 10 ] |
| Październik 2018 | 2018/19 | Dragana Stanković | Serbia · Bośnia i Hercegowina                 | Artego Bydgoszcz                            | 18   | 10,7/2          | 23,7 | [ 11 ] |
| Listopad 2018    | 2018/19 | Ariel Atkins      | Stany Zjednoczone                             | InvestInTheWest Enea Gorzów Wielkopolski    | 17   | 8               | 20,3 | [ 12 ] |